# Laurent-Théodore Biett
Laurent-Théodore Biett, né le 25 juillet 1781 à S-chanf et mort le 3 mars 1840 à Paris, est un dermatologue suisse. Il est principalement connu pour son introduction en France d'une méthode anatomique d'analyse des maladies de peau, méthode développée initialement par le britannique Robert Willan (en).

## Biographie
En 1786, la famille Biett déménage à Clermont-Ferrand. Il fait des études médicales à l'Hôtel-Dieu, qui est déménagé à Paris en 1801. Il y devient l'étudiant favori de Jean-Louis Alibert. Biett devient docteur en médecine en 1813. Il deviendra l'officier médical en chef à l'Hôpital Saint-Louis.
N'ayant pas publié lui-même, des étudiants de Biett, Pierre Louis Alphée Cazenave et Henri Édouard Schedel, ont pris des notes détaillées de ses cours et ont publié ces dernières en 1828 sous le titre de Abrégé pratique des maladies de la peau, qui devient un ouvrage de référence en dermatologie.
Membre de l'Académie royale de médecine, Biett reçoit la Légion d'honneur en 1830.

## Publications
- Discours prononcé sur la tombe de M. B. Gaultier-Biauzat, avocat à la Cour royale, par L. Biett, 1827 lire en ligne sur Gallica
- Abrégé pratique des maladies de la peau, d'après les auteurs les plus estimés, et surtout d'après les documents puisés dans les leçons cliniques de M. le docteur Biett, 1828 (avec Alphée Cazenave)